# Patch Adams
Hunter Doherty Adams (Washington DC, 28 de maig de 1945), conegut popularment com Patch Adams, és un metge, activista social i escriptor estatunidenc. Va fundar el Gesundheit! Institute el 1971. Cada any organitza voluntaris de tot el món per viatjar a diversos països on es vesteixen de pallassos per aportar humor a orfes, pacients i altres persones. Actualment, Adams té la seva seu a Urbana (Illinois). En col·laboració amb l’institut, promou un model d'atenció mèdica alternatiu no finançat per les pòlisses d’assegurança.
Adams va escriure el llibre Gesundheit!: Bringing Good Health to You, the Medical System, and Society through Physician Service, Complementary Therapies, Humor, and Joy. Basada en el llibre i en la vida del mateix autor, es va realitzar la pel·lícula Patch Adams, protagonitzada per Robin Williams, Monica Potter i Philip Seymour Hoffman, sota la direcció de Tom Shadyac.